# Vapor Ventalló
El Vapor Ventalló és un antic edifici industrial del centre de Terrassa, protegit com a bé cultural d'interès local. És situat al carrer de la Rasa, fent cantonada amb el carrer de Sant Llorenç.

## Descripció
L'edifici actual és una nau industrial que forma part d'un conjunt fabril. És de planta rectangular i amb coberta a dos vessants. Consta de dos pisos, amb estructura de pilars de ferro fos a la planta baixa i el pis, que serveix de suport de les voltes atirantades de canó rebaixat de la planta baixa i de les jàsseres metàl·liques transversals. A nivell de la coberta hi ha encavallades de fusta. Les façanes mostren finestrals dobles d'arc molt rebaixat separats per fines columnes de ferro. A la façana del carrer de Sant Llorenç, abans de la remodelació actual, les obertures de la planta baixa havien estat tapiades.

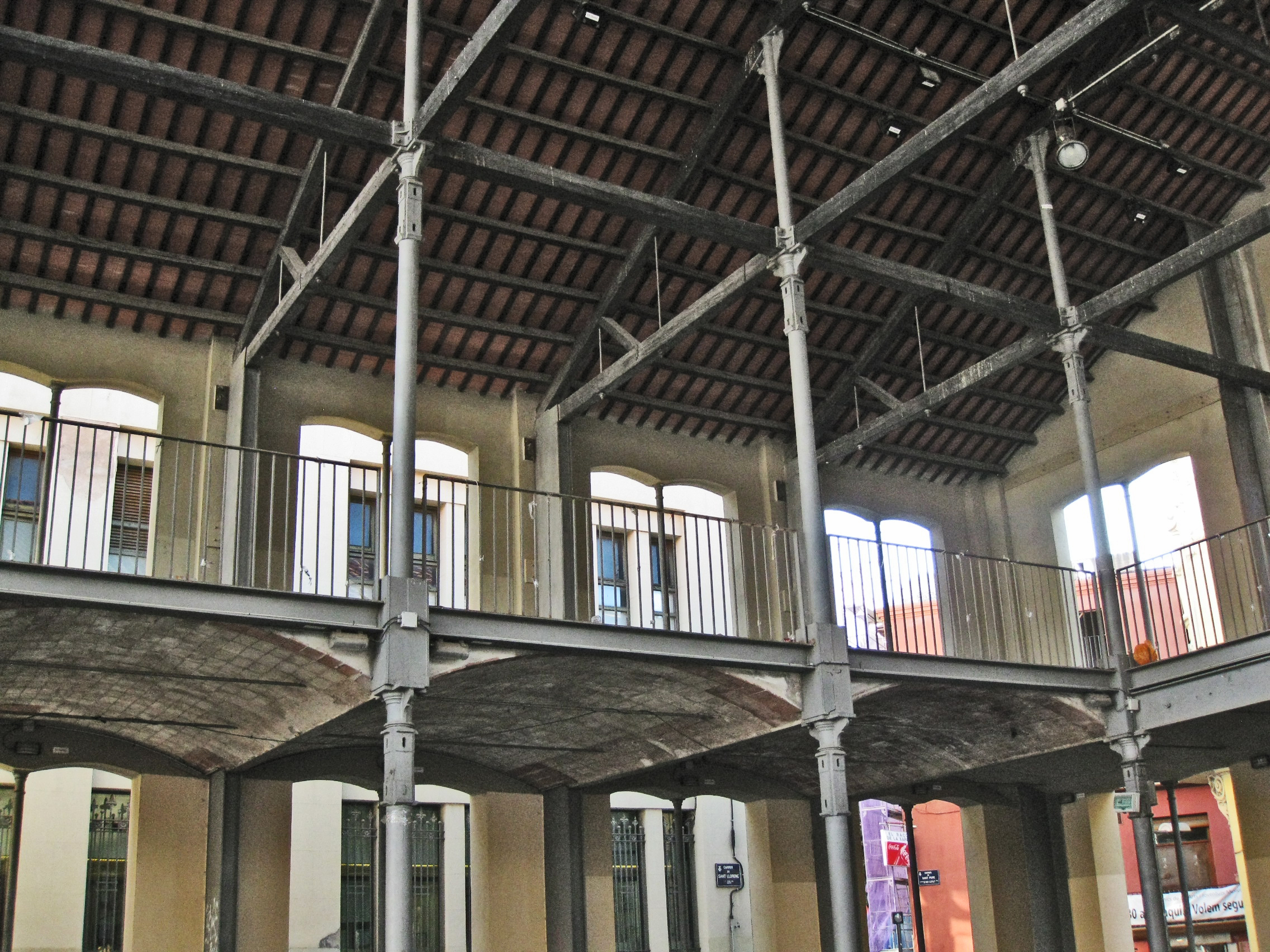
Detall de l'interior, amb l'estructura metàl·lica i les voltes

## Història
El Vapor Ventalló fou construït per l'arquitecte Lluís Muncunill. Segons la fitxa del Catàleg d'Edificis d'Interès Històric i Artístic de Terrassa, data del 1897, mentre que els autors Francesc Bacardit i Josep Giner atribueixen l'obra l'any 1917. És probable que la primera data sigui la de construcció i la segona la d'una remodelació feta pel mateix Muncunill, cosa molt freqüent en l'obra d'aquest arquitecte.
D'aquest vapor se'n van conservar tres quadres fins a l'any 1998. Actualment només en queda la que és obra de Muncunill. És una nau industrial de dues plantes on s'utilitzà l'estructura metàl·lica de pilars de fosa i bigues d'acer, la qual és fàcilment visible, ja que la nau només conserva les parets que donen als dos carrers, mentre que per les altres dues bandes està oberta i forma un espai públic, la plaça del Vapor Ventalló.